# Xerophyta stenophylla
Xerophyta stenophylla là một loài thực vật có hoa trong họ Velloziaceae. Loài này được Baker mô tả khoa học đầu tiên năm 1878.